# Tarłów (gmina)
Tarłów – gmina wiejska w województwie świętokrzyskim, w powiecie opatowskim. W latach 1975–1998 gmina położona była w województwie tarnobrzeskim.
Siedziba gminy to Tarłów.
Według danych z 30 czerwca 2004 gminę zamieszkiwało 5805 osób.

## Struktura powierzchni
Według danych z roku 2002 gmina Tarłów ma obszar 163,77 km², w tym:
- użytki rolne: 69%
- użytki leśne: 22%

Gmina stanowi 17,97% powierzchni powiatu.

## Demografia

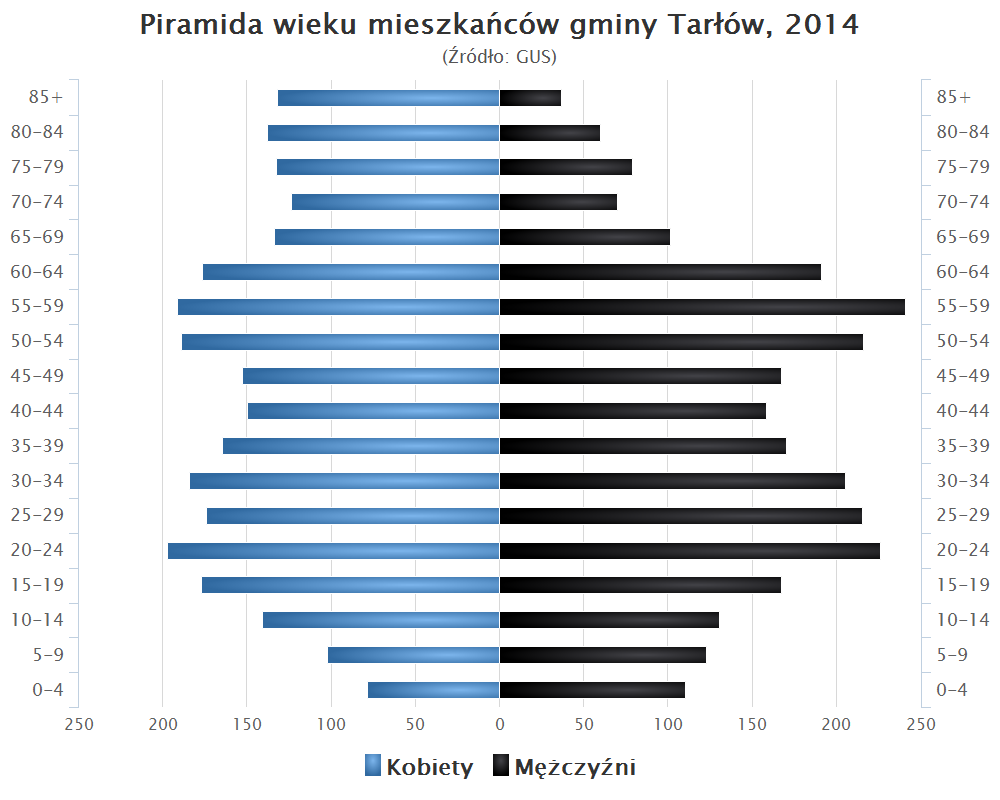
Piramida wieku mieszkańców gminy Tarłów w 2014 roku

Dane z 30 czerwca 2004:
| Opis                              | Ogółem | Ogółem | Kobiety | Kobiety | Mężczyźni | Mężczyźni |
| --------------------------------- | ------ | ------ | ------- | ------- | --------- | --------- |
| jednostka                         | osób   | %      | osób    | %       | osób      | %         |
| populacja                         | 5805   | 100    | 3011    | 51,9    | 2794      | 48,1      |
| gęstość zaludnienia (mieszk./km²) | 35,4   | 35,4   | 18,4    | 18,4    | 17,1      | 17,1      |

## Historia
Współczesna gmina Tarłów została utworzona 1 stycznia 1973 roku w powiecie lipskim województwie kieleckim, w związku z reformą administracyjną państwa, likwidująca gromady w miejsce gmin zbiorowych. Gmina objęła 34 sołectwa należących przed dawniej do pięciu gmin w dwóch powiatach:
- Ciszyca Górna/Tarłów w powiecie iłżeckim (41,18%) – Cegielnia, Ciszyca Dolna, Ciszyca Górna, Ciszyca Przewozowa, Ciszyca-Kolonia, Czekarzewice Drugie, Czekarzewice Pierwsze, Dorotka, Hermanów, Kozłówek, Leśne Chałupy, Sulejów, Tarłów i Tomaszów,
- Pawłowice w powiecie iłżeckim (8,82%) – Dąbrówka, Janów i Ostrów,
- Pętkowice w powiecie iłżeckim (5,88%) – Dąbrowa i Potoczek,
- Julianów w powiecie opatowskim (35,29%) – Bronisławów, Brzozowa, Duranów, Julianów, Maksymów, Mieczysławów, Słupia Nadbrzeżna, Tadeuszów, Teofilów, Wesołówka, Wólka Lipowa i Wólka Tarłowska,
- Lasocin w powiecie opatowskim (2,94%) – Łubowa.

W latach 1975–1998 gmina położona była w województwie tarnobrzeskim.
Od 1999 gmina znajduje się w powiecie opatowskim w województwie świętokrzyskim.

## Sołectwa
Bronisławów, Brzozowa, Cegielnia, Ciszyca Dolna, Ciszyca Górna, Ciszyca-Kolonia, Ciszyca Przewozowa, Czekarzewice Drugie, Czekarzewice Pierwsze, Dorotka, Duranów, Hermanów, Janów, Julianów, Kolonia Dąbrówka, Kozłówek, Leopoldów, Leśne Chałupy, Łubowa, Maksymów, Mieczysławów, Ostrów, Potoczek, Słupia Nadbrzeżna-Kolonia, Słupia Nadbrzeżna, Sulejów, Tadeuszów, Tarłów, Teofilów, Tomaszów, Wesołówka, Wólka Lipowa, Wólka Tarłowska

## Sąsiednie gminy
Annopol, Bałtów, Ćmielów, Józefów nad Wisłą, Lipsko, Ożarów, Sienno, Solec nad Wisłą